# 권로안
권로안(1995년 12월 28일 ~ )은 대한민국의 축구 선수이다. 포지션은 공격수이다.